# Billy Bremner
Pour les articles homonymes, voir Bremner.
William John « Billy » Bremner (né à Stirling, Écosse, le 9 décembre 1942 - mort à Doncaster, Angleterre, le 7 décembre 1997) est un footballeur écossais des années 1960 et 1970. Il fait partie du Scottish Football Hall of Fame, intronisé lors de son inauguration en 2004. Il fait aussi partie du Tableau d'honneur de l'équipe d'Écosse de football, où figurent les internationaux ayant reçu plus de 50 sélections pour l'Écosse, étant inclus dès la création de ce tableau d'honneur en février 1988.
Petit milieu de terrain créatif et accrocheur, il fut durant quinze ans l'emblème du club anglais de Leeds United. Il en fut aussi le capitaine à partir de 1966.
Avec Leeds, il remporta notamment la coupe des villes de foires en 1968 et 1971, le Championnat d'Angleterre en 1969 et 1974 et la Coupe d'Angleterre en 1972.
En 1975, Leeds et Bremner atteignirent la finale de la coupe des clubs champions où ils furent battus par le Bayern Munich au Parc des Princes.
En équipe d'Écosse, Bremner a obtenu 54 sélections et participé à la Coupe du monde 1974. À cette occasion, l'Écosse termina invaincue, y compris face au Brésil, mais fut éliminée au premier tour à la différence de buts.
Après sa carrière de joueur, Bremner entama une carrière d'entraîneur. Après des débuts à Doncaster, il devint tout naturellement Manager de Leeds à partir de 1985 alors que le club avait été relégué en seconde division trois ans plus tôt. En 1987, Leeds fut à deux doigts de remonter parmi l'élite et atteint les demi-finales de la Coupe d'Angleterre.
Remercié sans ménagement en 1988, Bremner retourna alors diriger le club de Doncaster.
C'est là qu'il mourut en 1997, d'une crise cardiaque, deux jours avant son cinquante-cinquième anniversaire.
Il a été élu meilleur joueur de tous les temps de Leeds United.

L'hymne officiel du club comporte d'ailleurs quelques strophes qui sont consacrées en sa mémoire :

« Little Billy Bremner is the captain of the crew

For the sake of Leeds United he would break himself in two

His hair is red and fuzzy and his body's black and blue

As Leeds go marching on. »

## Carrière de joueur
- 1959-1976 : Leeds United  Angleterre
- 1976-1978 : Hull City  Angleterre
- 1978-1979 : Hull City  Angleterre (entraîneur à Doncaster-joueur à Hull)
- 1979-1981 : Doncaster Rovers  Angleterre (entraîneur-joueur)

## Carrière d'entraîneur
- 1978-1979 : Doncaster Rovers  Angleterre (entraîneur à Doncaster-joueur à Hull)
- 1978-1981 : Doncaster Rovers  Angleterre (entraîneur-joueur)
- 1981-1985 : Doncaster Rovers  Angleterre
- 1985-1988 : Leeds United  Angleterre
- 1989-1991 :  Doncaster Rovers  Angleterre